# Eric Idle
Eric Idle (* 29. března 1943 South Shields, Durham, Anglie) je britský komik, herec a hudebník, proslavený jako jeden ze šesti členů komediální skupiny Monty Python.

## Život
Eric Idle neměl lehké dětství – jeho otec zahynul při autonehodě roku 1945 a zdrcená matka měla potíže rodinu uživit. Nějakou dobu ho vychovávala babička a jako sedmiletý byl poslán do internátní školy pro sirotky ve Wolverhamptonu, kde se musel naučit tvrdě ohánět. Později to ale označil za skvělou průpravu pro kariéru komika. Volný čas trávil hlavně poslechem Radia Luxembourg, chozením do kina a na zápasy zdejšího fotbalového týmu.
Díky cílevědomé píli se dostal na univerzitu v Cambridgi, kde studoval angličtinu. Tam také, stejně jako o pár let dříve Graham Chapman a John Cleese, vstoupil do tamní prestižní divadelní družiny Cambridge Footlights a na rok 1965 se stal jejím prezidentem. Později spolupracoval s Michaelem Palinem a Terrym Jonesem na dětském zábavném pořadu Do Not Adjust Your Set, kde se seznámili i s animátorem Terrym Gilliamem. Roku 1969 se pak všichni sešli k práci na Monty Pythonově létajícím cirkusu, který jim přinesl celosvětovou slávu.
V té době se Idle poprvé oženil, s herečkou Lyn Ashley, a měli syna Careyho (*1973). Lyn si příležitostně zahrála malé roličky v Létajícím cirkuse, v titulcích byla uváděna jako „Paní Idleová“ (Mrs. Idle). Roku 1975 se rozvedli a Idle se později seznámil s modelkou Taniou Kosevich. Vzali se roku 1981 a mají dceru (*1990).
Zatímco jeho kolegové (mimo Gilliama) psali skeče zpravidla ve dvojici, Idle pracoval obvykle sám. Jeho scénky bývaly postavené na záplavě slov a jazykových hrách, například skeč o člověku mluvícím v anagramech, člověku s nesmyslným slovosledem nebo říkajícím jen části slov. Ze všech členů skupiny měl Idle nejvíce mladistvého ducha a často přinášel témata rezonující mezi mládeží, jako byla populární hudba, sexuální uvolněnost nebo užívání drog. Byl také nejvíce muzikální, hrál dobře na kytaru a napsal pro skupinu řadu písní, včetně hitu Always Look on the Bright Side of Life.
S mnoha slavnými hudebníky se i přátelil, např. s Georgem Harrisonem, což jim v 70. letech velmi pomohlo pro zafinancování komedie Život Briana. David Bowie si Erica vybral za kmotra pro svého syna Duncana. S Neilem Innesem ze spřátelené komediální kapely Bonzo Dog Doo-Dah Band Idle vymyslel parodickou kapelu The Rutles, která sofistikovaně napodobovala styl The Beatles. Z původně jednorázové záležitosti pro Idleův pořad Rutland Weekend Television se stal fenomén, za nímž zůstalo několik hudebních alb a filmů, řada koncertů a mnoho nadšených fanoušků.
Od 80. let se Idle také objevoval v menších či větších rolích v různých britských nebo amerických komediích, např. Bláznivá dovolená v Evropě, Dobrodružství Barona Prášila (režie T. Gilliam), Jeptišky na útěku, Casper, Žabákova dobrodružství (režie T. Jones) nebo Jak dobýt Hollywood.
Roku 2005 Eric Idle ve spolupráci se skladatelem Johnem Du Prezem zpracoval pythonskou historickou parodii Monty Python a Svatý Grál do muzikálu Spamalot, který byl s úspěchem uveden na Broadwayi a získal několik prestižních muzikálových cen Tony. S Du Prezem také zkomponoval oratorium Not The Messiah (he’s a very naughty boy) (na motivy Života Briana), které roku 2009 uvedl v londýnské Royal Albert Hall a koncem března 2010 také jeho záznam v evropských kinech, včetně tří českých.